# ليسا ( بيمونتي)
ليسا هي بلدية - كوما بالإيطالية- في مقاطعة نوفارا في منطقة بيمونتي الإيطالية، وتقع على بعد 110 كيلومتر (68 ميل) شمال شرق تورينو، وعلى بعد 45 كيلومتر (28 ميل) شمال نفارة.
ويحدها كلًا من المقاطعات التالية: بلجيراته، بروفيلو-كاربوجنينو، إسبرا، ماسينو فيسكونتي، مَيّنا، نيبونو، رانكو و ستريسا.

## روابط خارجية
- Official website